# Ángel de Larra y Cerezo
Ángel de Larra y Cerezo (Madrid, 1858-Madrid, 1910) fue un médico y académico español.

## Biografía
Nació en Madrid el 10 de abril de 1858. Doctor en medicina y médico mayor del Cuerpo de Sanidad Militar, fue individuo de número de la Real Academia Nacional de Medicina desde 1902, así como de otras sociedades españolas y del extranjero. Publicó numerosas obras científicas y dirigió en Madrid la Revista de Terapéutica y Farmacología y La Medicina Militar Española (1903). Fue además fundador del Diario Médico (1882) y colaborador de La Ilustración Española y Americana y el Diario Universal (1903). Firmó ocasionalmente como «A. Dickter», entre otros seudónimos. Autor de opúsculos como Historia resumida del periodismo médico en España (1905), falleció el 26 de junio de 1910 en su ciudad natal y fue enterrado en la Sacramental de Santa María.